# Quận Bosque, Texas
Quận Bosque (tiếng Anh: Bosque County) là một quận trong tiểu bang Texas, Hoa Kỳ. Quận lỵ đóng ở thành phố Meridian6.  Tuy nhiên thành phố lớn nhất quận là Clifton. Năm 2000, quận có dân số 17.204 người.